# Kali cobaltat
Kali cobaltat là một hợp chất vô cơ có công thức hóa học K2CoO4. Hợp chất này tồn tại dưới trạng thái là một chất rắn màu đen (như Na2CoO4), tan trong nước tạo dung dịch màu xanh lá cây. Trong hợp chất này, cobalt có số oxy hóa +6 – trạng thái oxy hóa cực kỳ hiếm gặp của cobalt. Hợp chất này có khả năng là muối của oxide acid có công thức CoO3.

## Điều chế
K2CoO4 được điều chế bằng cách cho muối cobalt(II) bất kì (thường là cobalt(II) carbonat) tác dụng với dung dịch kali bicarbonat (kali hydrocarbonat) với sự có mặt của brom:
CoCO3 + 2Br2 + 6KHCO3 → K2CoO4 + 7CO2↑ + 4KBr + H2O

## Tính chất
K2CoO4 có thể bị khử bởi (NH4)2S hoặc H2S, tạo ra dung dịch màu nâu hơi đậm, và sau đó còn có thể bị khử tiếp. NH3 cũng có thể khử hợp chất, và có thể tạo ra hợp chất amoni-cobalt.